# 小垫柳
小垫柳（学名：Salix brachista）为杨柳科柳属的植物，为中国的特有植物。分布于中国大陆的四川、云南、西藏等地，生长于海拔2,600米至3,900米的地区，多生于山坡阴湿处、河谷或灌丛下，目前尚未由人工引种栽培。

## 异名
- Salix brachista Schneid. var. integra C. Wang et C. F. Fang
- Salix brachista Schneid. var. pilifera N. Chao
- Salix pominica C. Wang et P. Y. Fu